# 軟質亜綱
軟質亜綱（なんしつあこう、Chondrostei）は、条鰭綱に属する魚類の下位分類群の一つ。およそ4億年前のデボン紀に出現した、原始的な硬骨魚類の一群である。石炭紀・三畳紀にかけて繁栄したが、その多くはジュラ紀までに衰退し、現生種として生き残った仲間は唯一チョウザメ目（2科6属27種）のみとなっている。

## 概要

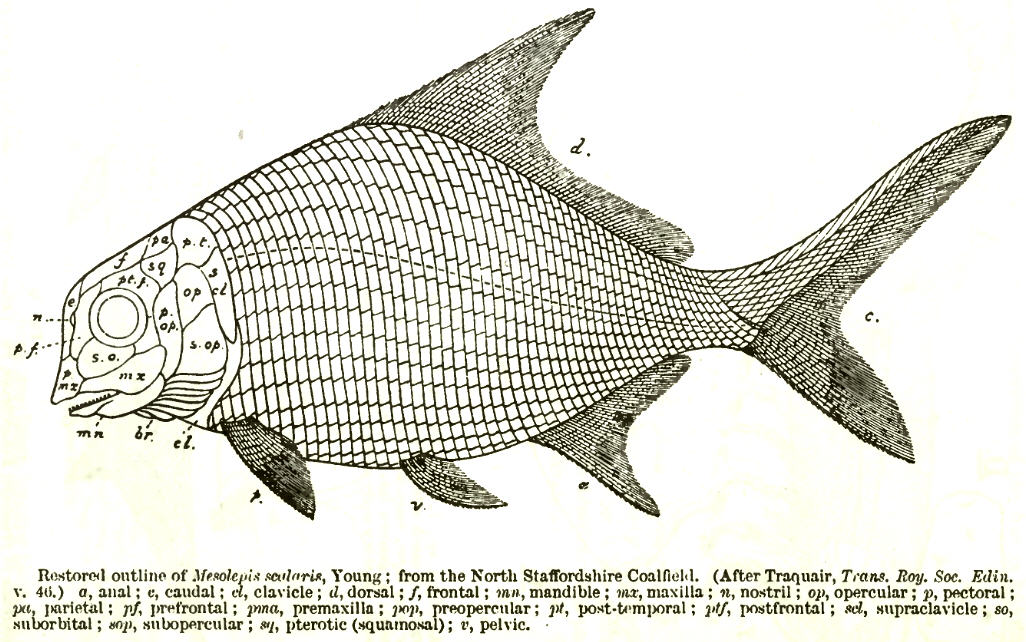
Platysomidae 科の1種（Mesolepis scalaris）。上下非対称の尾鰭（異尾）など原始的な特徴を残す

軟質亜綱は古生代デボン紀に出現し、分岐鰭亜綱（ポリプテルス目のみが所属）とともに最も原始的な硬骨魚類と考えられている。より系統の古い軟骨魚類との最大の違いは骨格の硬骨化であるが、軟質亜綱では硬骨化は部分的なものにとどまり、骨格の大半は軟骨で構成される。
古生代の石炭紀・ペルム紀、中生代三畳紀にかけて世界の海洋・淡水域で繁栄したが、ほとんどはジュラ紀までに絶滅し、完全な硬骨化による頑丈な体格と敏捷な運動性をともに獲得した新鰭亜綱（2万6千種以上が所属する、現生魚類として最大のグループ）の仲間にその地位を譲ることになった。
2006年現在、軟質亜綱には少なくとも11目30科が記載されている。そのうち現生種を含むのはチョウザメ目のみで、残る10目は化石種のみの絶滅群である。本亜綱の魚類に共通する形態学的な特徴としては、間鰓蓋骨を欠くこと、前上顎骨と主上顎骨は外翼状骨および口蓋骨の一部と強固に接着することなどがある。また、多くの種類では尾鰭が上下非対称な異尾となっている。

## 分類
軟質亜綱には現生種としてチョウザメ目2科6属27種が知られるほか、10目の絶滅群が所属するとみられるが、その分類体系は極めて不安定である。それぞれの種の化石から見出される形態学的特徴は多様性に富み、亜綱全体のみならず、所属する各グループの単系統性も明らかではない。かつて本亜綱に含められていたポリプテルス目は、Nelson（2006）の体系において独立の分岐鰭亜綱 Cladistiaとして位置付けられるようになった。
以下に2006年までに知られている11目の分類体系を系統順位に沿って示すが、Haplolepidae 科（2属を含む）など、いずれの目にも含まれていない所属未定のグループも多数存在する。2004年にCloutier および Arratia は、所属未定の Dialipina 属を残るすべての条鰭綱魚類の姉妹群とみなし、以降系統順に Cheirolepididae 科・Mimia 属および Moythomasia 属・Osorioichthys 属さらにKentuckia 属へ連なるとする仮説を提唱した。

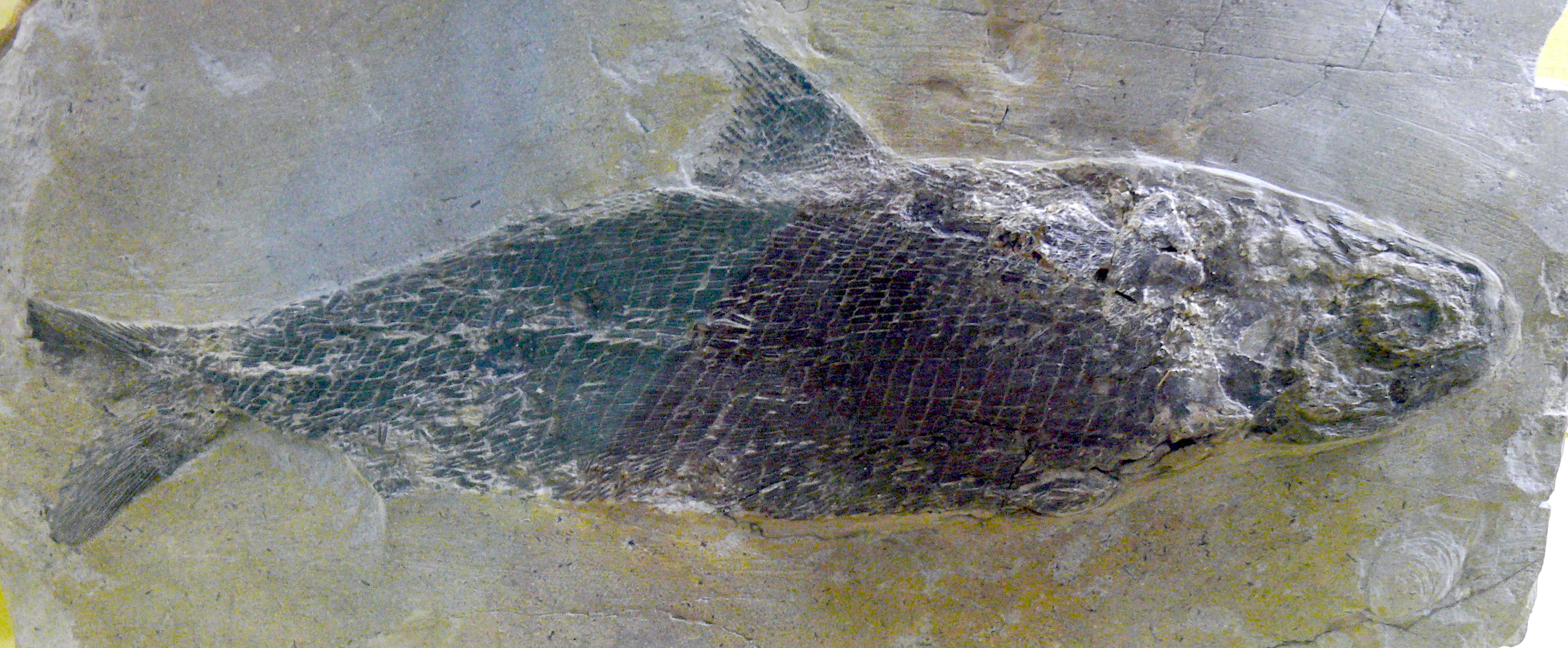
Acrolepidae 科の1種 Ptycholepis bollensis （Palaeoniscoidei 亜目）

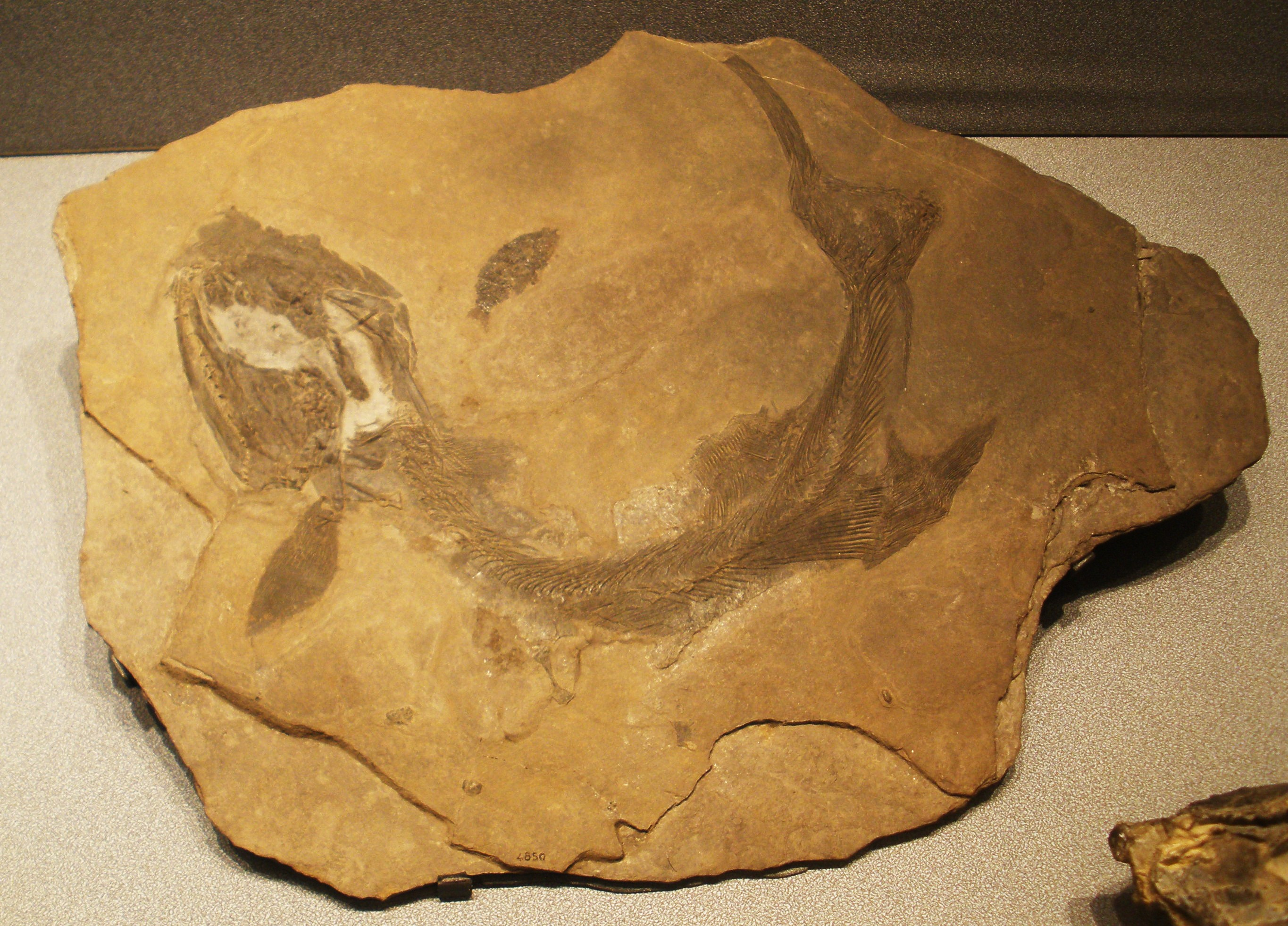
Birgeriidae 科の1種 Birgeria sp. （Palaeoniscoidei 亜目）。尾鰭は上葉が長く伸びた異尾となっている

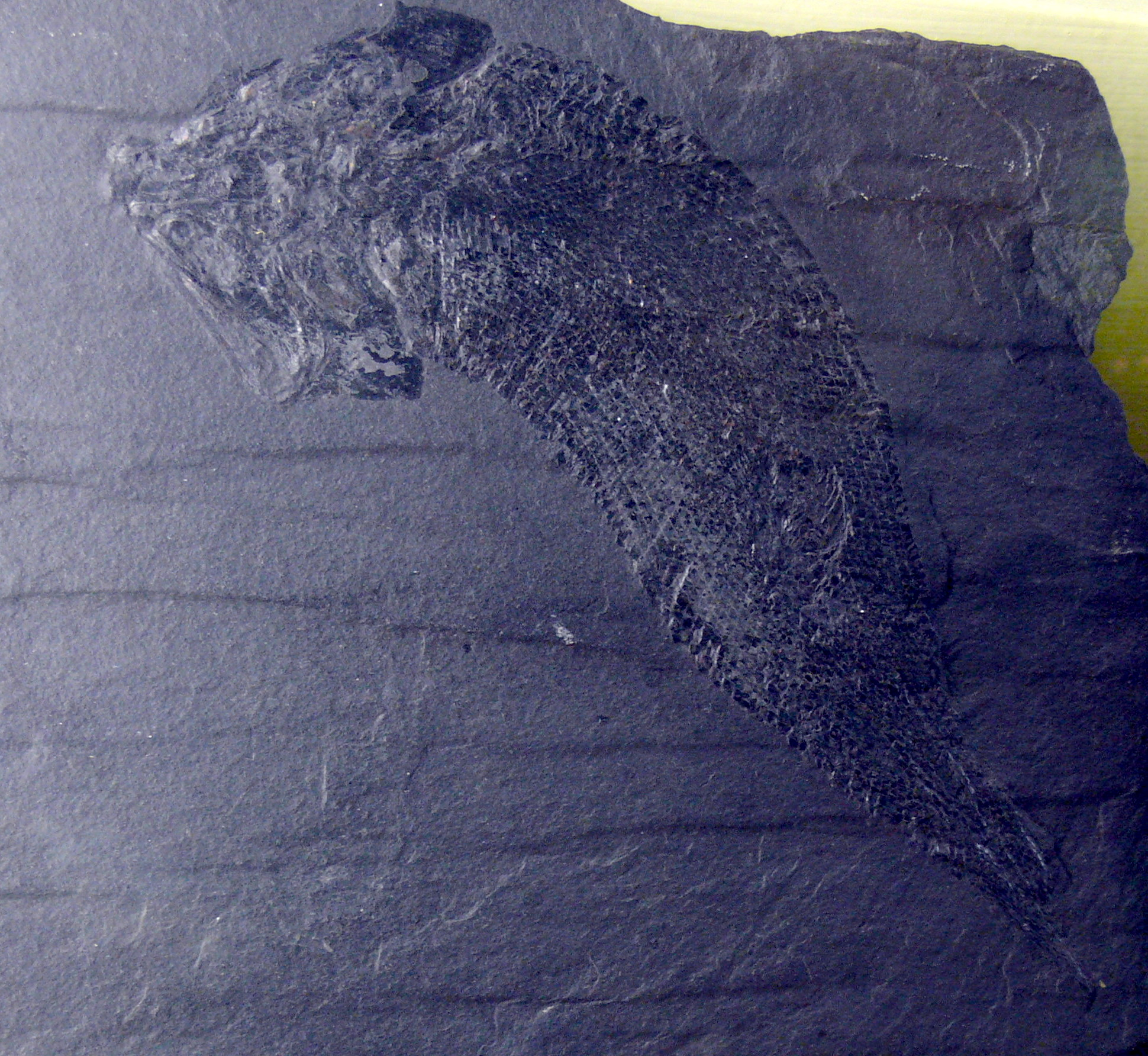
Palaeoniscidae 科の1種 Palaeoniscus freieslebeni （Palaeoniscoidei 亜目）

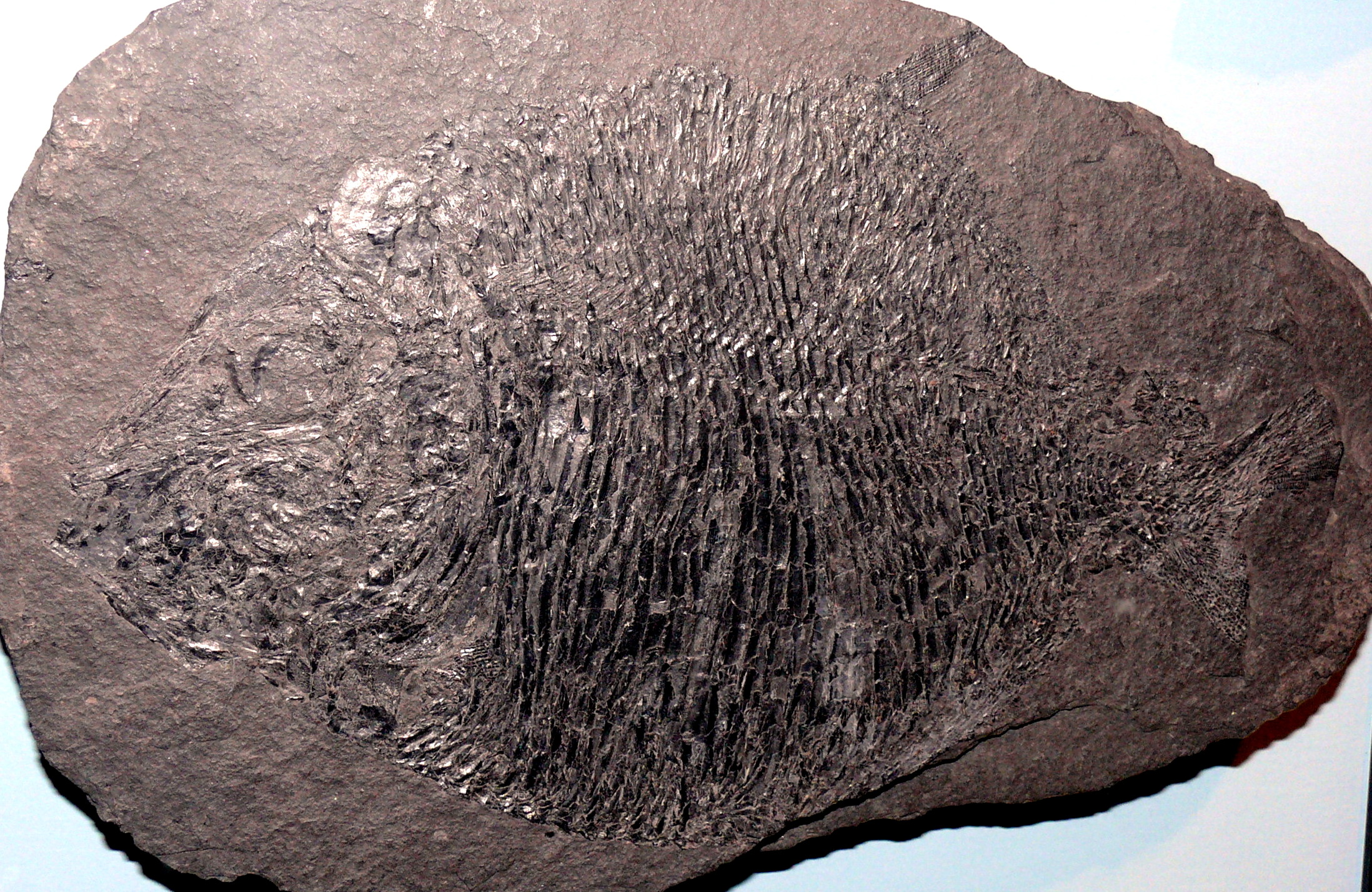
Platysomidae 科の1種 Platysomus gibbosus （Platysomoidei 亜目）。円盤状の体型が特徴で、体は硬鱗で覆われる

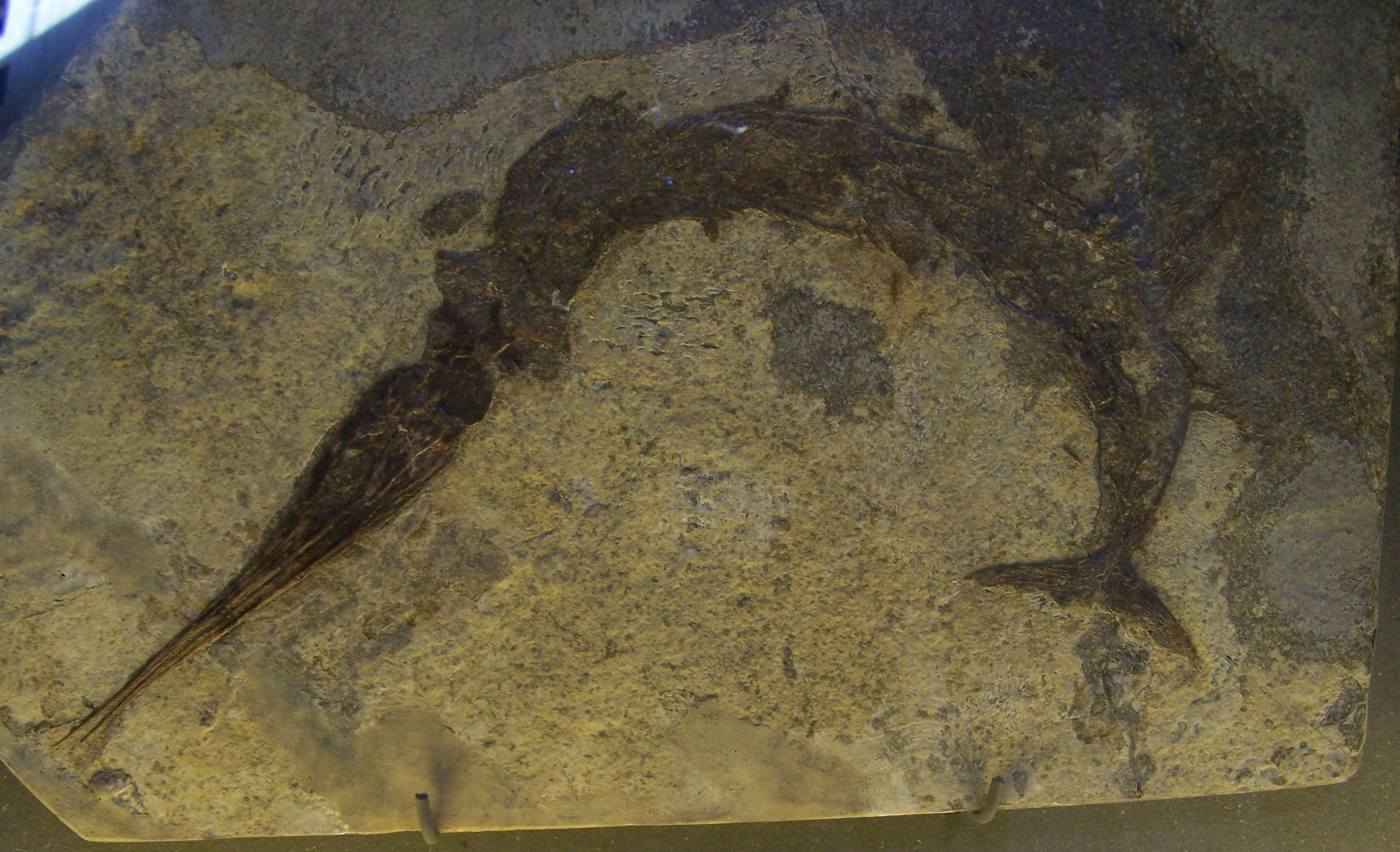
Saurichthyidae 科の1種Saurichthys curionii （Saurichthyiformes 目）。長く突き出た吻をもち、尾鰭は上下対称

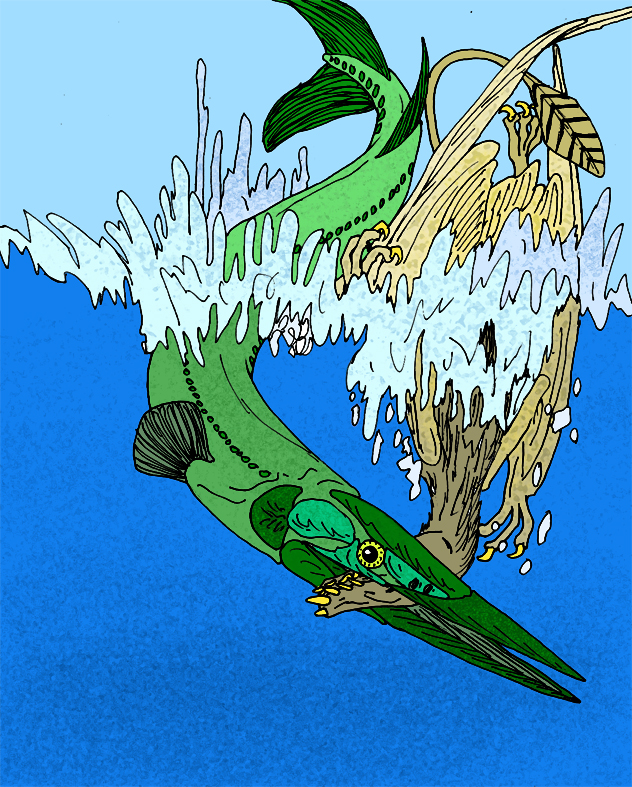
Saurichthyidae 科の1種Saurichthys seefeldensis （Saurichthyiformes 目）の想像図。強力な捕食者であったと推測されている

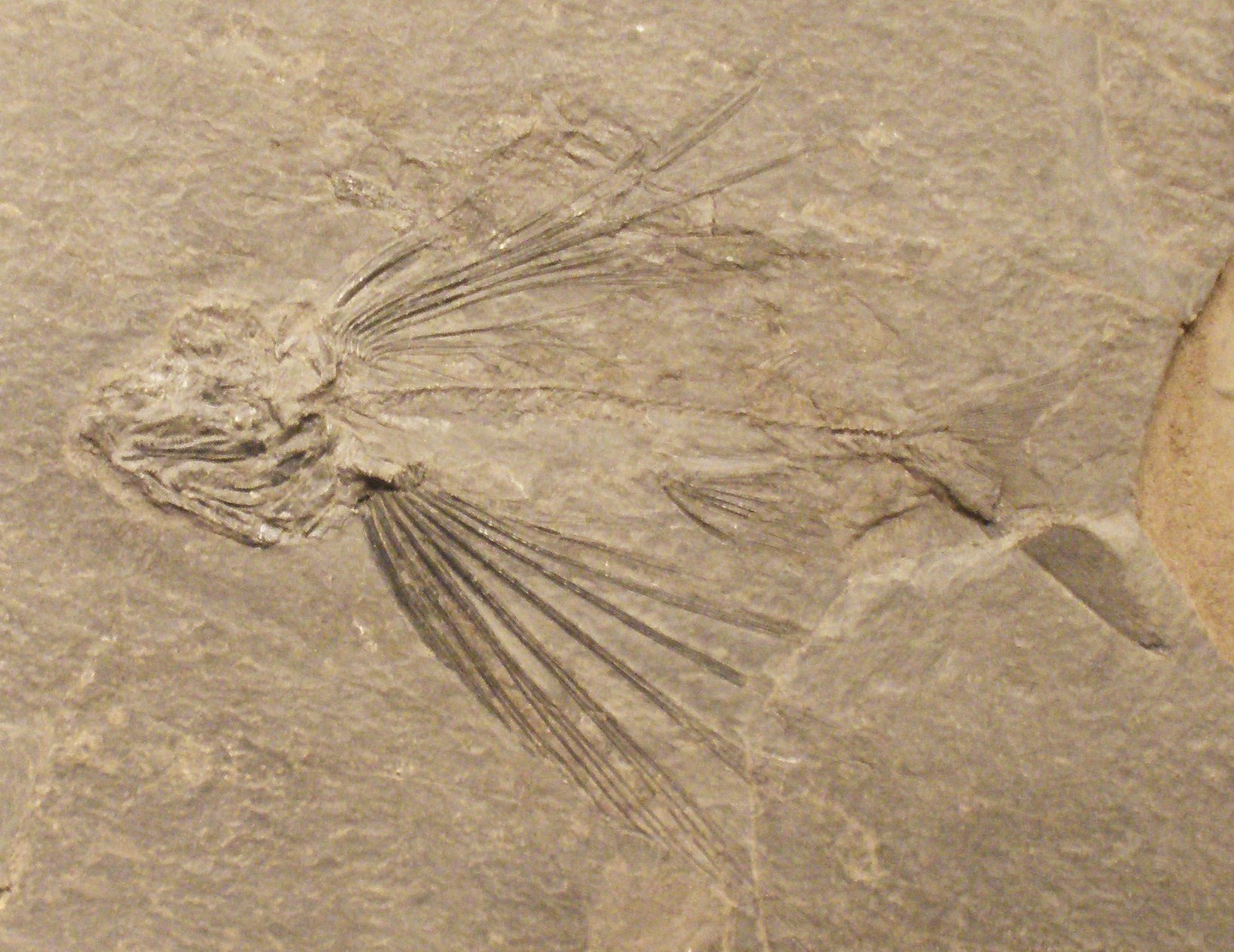
Thoracopteridae 科の1種 Thoracopterus magnificus （Perleidiformes 目）

- †Cheirolepidiformes 目 （絶滅）
デボン紀に繁栄し、1科1属（Cheirolepis）のみからなる。C. canadensis は腹鰭に124本の鰭条をもち、これまでに知られる魚類の中では最多である。本科は Dialipina 属に続いて出現した、他のすべての条鰭類の祖先と考えられている。
  - †Cheirolepididae 科
- †Palaeonisciformes 目 （絶滅）
4亜目が所属する。原始的なグループでは主上顎骨・前鰓蓋骨・眼下骨など、頬を構成する骨が固く癒合している。舌顎骨は斜めになっており、眼は大きく前方を向く。尾鰭はサメのように上下非対称の異尾となっており、脊椎が尾鰭上葉まで延長する。系統が下るにつれ、頬における骨の分離と舌顎骨の垂直化が進み、口腔から鰓にかけての柔軟性が増すようになっている。また、尾鰭の上部は退縮し、異尾の簡略化も進むなど、グループ内で多くの遷延的な進化が認められる。いずれの亜目にも所属せず、系統上の位置が不明（incertae sedis）な一群として Coccolepis 属が知られる。
  - †Palaeoniscoidei 亜目
    - †Aeduellidae 科
    - †Acrolepidae 科
    - †Amblypteridae 科
    - †Bergeriidae 科
    - †Commentryidae 科
    - †Elonichthyidae 科
    - †Palaeoniscidae 科
    - †Pygopteridae 科
    - †Rhabdolepidae 科
    - †Rhadinichthyidae 科
    - †Aesopichthyidae 科
    - †Stegotrachelidae 科

  - †Redfieldioidei 亜目
三畳紀からジュラ紀後期にかけて知られる淡水魚の一群で、1科15属が所属する。体は紡錘形で、口は吻の先端あるいはやや下向きにつく。背鰭と臀鰭は体の後方、互いに向かい合う位置にある。頭部の骨の分離が進行し、単一の外鼻孔は明瞭に分かれた前上顎骨・嘴骨・鼻骨によって囲まれる。
    - †Redfieldiidae 科

  - †Platysomoidei 亜目
3科が知られ、石炭紀前期から三畳紀後期にかけて繁栄した海産および淡水産のグループ。体高が高く、左右に平べったく側扁した円盤状の体型が特徴である。
    - †Bobastraniidae 科
    - †Chirodontidae 科
    - †Platysomidae 科

  - †Dorypteroidei 亜目
ペルム紀前期の化石が報告されている。体高が高く、鱗をほとんど欠く。腹鰭は胸鰭よりも前にある。尾柄部は非常に狭い。Dorypterus 属のみが所属する。
- †Tarrasiiformes 目 （絶滅）
石炭紀前期から1科が知られる。体は細長く、鱗は退化的である。背鰭・臀鰭は上下対称の尾鰭と連続し、腹鰭はもたない。明瞭な前頭骨をもつ。
  - †Tarrasiidae 科
- †Guildayichthyiformes 目 （絶滅）
石炭紀前期に分布した海産魚の一群で、1科2属を含む。体は強く側扁し、円盤状となる。尾部に菱形の硬鱗をもつ。ポリプテルス類と近縁である可能性が示唆されている[5]。
  - †Guildayichthyidae 科
- †Phanerorhynchiformes 目 （絶滅）
チョウザメ類と類似した形態をもつ。Phanerorhynchus 属のみが所属する。
- †Saurichthyiformes 目 （絶滅）
三畳紀からジュラ紀にかけて知られる。
  - †Saurichthyidae 科
- チョウザメ目 Acipenseriformes
軟質亜綱で唯一の、現生種を含むグループ。2亜目4科が含まれ、うち1亜目2科が古い形質を保持したまま現代に生き残っている。詳細については当該記事を参照のこと。
  - †Peipiaosteidae 科 （絶滅）
  - †Chondrosteoidei 亜目 （絶滅）
  - チョウザメ亜目 Acipenseroidei
    - チョウザメ科 Acipenceridae
    - ヘラチョウザメ科 Polyodontidae
- †Ptycholepiformes 目 （絶滅）
北アメリカにおける三畳紀・ジュラ紀の地層から出土する。
- †Pholidopleuriformes 目 （絶滅）
三畳紀から知られ、1科のみが所属する。
  - †Pholidopleuridae 科
- †Perleidiformes 目 （絶滅）
三畳紀からジュラ紀後期にかけてのグループを含む。便宜的に設置された分類群で、さまざまな改編案が提唱されている[6]。
  - †Cephaloxenidae 科
  - †Colobodontidae 科
  - †Platysiagidae 科
  - †Peltopleuridae 科
  - †Cleithrolepidae 科
  - †Perleididae 科
  - †Thoracopteridae 科
- †Luganoiiformes 目 （絶滅）
三畳紀の化石種が報告されているが、詳細についてはほとんどわかっていない。